# 若瑟利娜·拉穆勒
若瑟利娜·拉穆勒（法語：Jocelyne Lamoureux，1989年7月3日—），美国女子冰球运动员。她曾代表美国参加2010年、2014年和2018年冬季奥林匹克运动会冰球比赛，获得一枚金牌和二枚银牌。